# فردریک هنری اورانژ
فردریک هنری اورانژ ((به هلندی: Frederik Hendrik); ۲۹ ژانویهٔ ۱۵۸۴ – ۱۴ مارس ۱۶۴۷) فرمان‌روای جمهوری هلند از شاه‌زادگان اورانژ، دیوانسالار هلند، زیلند، اوتراختگیلدرز و افریسل در سده ۱۷ (میلادی) بود.
او همچنین یکی از فرماندهان نیروهای استقلال‌طلب هلند در نبرد با امپراتوری هابسبورگ بود که توانست فتوحات و دستاوردهایی از این نبرد به دست آورد.

## کودکی
فردریک هنری در ۲۹ ژانویه ۱۵۸۴ در دلفت هلند زاده شد. او که‌ترین فرزند ویلم خاموش بود. او شش ماه پیش از مرگ پدرش دیده به جهان گشود. پدرش فرمانروای هلند، زلاند، اوترخت و فریزلاند بود. فردریک برادر ناتنی موریس اورانژ بود.